# ORP Krakowiak (L115)
Lo ORP Krakowiak (pennant number L115) fu un cacciatorpediniere scorta della classe Hunt, in servizio con la marina militare polacca durante il periodo della seconda guerra mondiale.
Varata originariamente per la Royal Navy britannica nel dicembre del 1940 con il nome di HMS Silverton, la nave fu trasferita alla Marina polacca nell'aprile 1941, servendo poi in Atlantico, nel mar Mediterraneo e nel canale de La Manica; ritrasferita alla Royal Navy al termine del conflitto, l'unità fu posta in riserva per poi essere radiata e avviata alla demolizione nel 1959.

## Storia
Impostata nei cantieri navali della J. Samuel White di Cowes il 5 settembre 1939, l'unità fu varata il 4 dicembre 1940 con il nome di HMS Silverton, prima nave della Royal Navy a portare questo nome; il 3 aprile 1941 il Silverton fu trasferito alla Marina polacca assumendo il nome di ORP Krakowiak ("cracoviano" in lingua polacca), entrando poi in servizio il 28 maggio seguente.
Dopo un periodo di addestramento per l'equipaggio a Scapa Flow, nel luglio del 1941 l'unità fu assegnata alla 15th Destroyer Flotilla di Plymouth per partecipare alla scorta dei convogli navali nella zona degli "Approcci occidentali"; in dicembre l'unità fu temporaneamente assegnata alla Home Fleet britannica, per poi prendere parte a un'incursione di commando contro le isole Lofoten in Norvegia (operazione Anklet). Ripresi i servizi come nave scorta in Atlantico ai primi di gennaio 1942, il Krakowiak operò lungo la rotta Plymouth-Gibilterra e nel canale de La Mancia, compiendo anche alcune occasionali incursioni contro il traffico tedesco lungo le coste della Francia occupata; il 13 ottobre 1941, durante le operazioni per l'intercettamento della nave corsara tedesca Komet lungo le coste francesi, il cacciatorpediniere ingaggiò combattimento con alcune S-boot nemiche.
Nel giugno 1943 il Krakowiak fu riassegnato alla 60th Destroyer Division di base a Gibilterra per operazioni di scorta in Atlantico e Mediterraneo occidentale; in luglio fu inviato ad Algeri e assegnato al dispositivo navale approntato dagli Alleati per l'invasione della Sicilia (operazione Husky): in forza alla Support Force East, il 10 luglio il cacciatorpediniere appoggiò lo sbarco dei reparti britannici con il fuoco dei suoi cannoni e provvide alla difesa antiaerea della testa di ponte. Dopo varie operazioni minori al largo della Sicilia, in settembre la nave fu assegnata all'sbarco a Salerno operando dal 9 al 16 settembre al largo di Salerno principalmente in funzione antiaerea; in ottobre il cacciatorpediniere fu inviato ad Alessandria d'Egitto, per poi operare nel mar Egeo durante gli eventi della campagna del Dodecaneso, bombardando il 10 novembre l'ancoraggio dell'isola di Calimno.
Dopo varie operazioni di scorta nel Mediterraneo, nell'aprile 1944 l'unità tornò nel Regno Unito per prendere parte alle operazioni navali dello sbarco in Normandia: dopo aver scortato la flotta di invasione, il 6 giugno 1944 sostenne gli sbarchi a Gold Beach con il fuoco dei suoi cannoni mentre il 10 giugno sostenne un breve combattimento al largo di Le Havre con le torpediniere tedesche T28, Jaguar e Mowe. Dopo varie missioni di scorta nella Manica, nell'agosto 1944 il Krakowiak fu assegnato alla 16th Destroyer Flotilla di Harwich per operare nel Mare del Nord e nella zona della foce del Tamigi; il 22 marzo 1945 sostenne un breve combattimento contro una flottiglia di S-boot tedesche intente a depositare mine al largo delle coste inglesi.
Dopo la fine della guerra nel maggio 1945, l'unità continuò a servire con la Home Fleet durante le operazioni per l'occupazione della Germania, finché il 23 luglio non fu riconsegnata dai polacchi alla Royal Navy. Riassunto il vecchio nome di HMS Silverton, la nave fu assegnata alla Reserve fleet prima ad Harwich e poi a Sheerness; riclassificata come "fregata" al pari delle altre superstiti unità della classe Hunt, nel luglio 1953 l'unità prese parte alle celebrazioni per l'incoronazione della regina Elisabetta II del Regno Unito. Radiata dal servizio attivo il 3 marzo 1958, la nave fu infine avviata alla demolizione l'anno successivo.